# Лаверик, Элис
Элис Мэри Лаверик (англ. Elise Mary Laverick; род. 27 июля 1975, Растингтон, Западный Суссекс), в замужестве Шеруэлл (англ. Sherwell) — британская гребчиха, выступавшая за сборную Великобритании по академической гребле в период 1996—2008 годов. Бронзовая призёрка двух летних Олимпийских игр, обладательница двух бронзовых медалей чемпионатов мира, победительница и призёрка многих регат национального значения.

## Биография
Элис Лаверик родилась 27 июля 1975 года в поселении Растингтон графства Западный Суссекс, Англия. Заниматься академической греблей начала в возрасте 17 лет по наставлению матери, которая в прошлом тоже была гребчихой международного уровня. Позже проходила подготовку в клубе Thames Rowing Club в Лондоне.
Первого серьёзного успеха в гребле на международной арене добилась в сезоне 1997 года, когда вошла в основной состав британской национальной сборной и побывала на чемпионате мира в Эгбелете, откуда привезла награду бронзового достоинства, выигранную в зачёте распашных рулевых восьмёрок.
Благодаря череде удачных выступлений удостоилась права защищать честь страны на летних Олимпийских играх 2000 года в Сиднее, стартовала здесь в программе восьмёрок и заняла итоговое седьмое место.
В 2001 году в парных четвёрках выиграла серебряные медали на двух этапах Кубка мира, тогда как на мировом первенстве в Люцерне показала в той же дисциплине пятый результат.
В 2002 году в четвёрках получила бронзу на этапе Кубка мира в Хазевинкеле, при этом на чемпионате мира в Севилье выступила в одиночках — сумела квалифицироваться лишь в утешительный финал B и расположилась в итоговом протоколе соревнований на седьмой строке.
В 2003 году в четвёрках взяла бронзу на этапе Кубка мира в Люцерне, заняла четвёртое место на мировом первенстве в Милане.
Находясь в числе лидеров гребной команды Великобритании, благополучно прошла отбор на Олимпийские игры 2004 года в Афинах — вместе с напарницей Сарой Уинклесс в финале программы парных двоек пришла к финишу третьей позади команд из Новой Зеландии и Германии — тем самым завоевала бронзовую олимпийскую медаль.
После афинской Олимпиады Лаверик осталась в составе британской национальной сборной на ещё один олимпийский цикл и продолжила принимать участие в крупнейших международных регатах. Так, в 2005 году в парных двойках она выиграла бронзовую медаль на этапе Кубка мира в Люцерне и финишировала пятой на чемпионате мира в Гифу.
В 2006 году выступала преимущественно в восьмёрках, взяла бронзу на этапе Кубка мира в Познани, была восьмой на домашнем мировом первенстве в Итоне.
На чемпионате мира 2007 года в Мюнхене стала бронзовой призёркой в зачёте парных двоек.
В 2008 году отправилась представлять страну на Олимпийских играх в Пекине. На сей раз стартовала в паре с Анной Бебингтон — вновь показала третий результат в финале, снова уступив новозеландским и немецким спортсменкам. Таким образом, добавила в послужной список ещё одну бронзовую олимпийскую награду. Вскоре по окончании этого сезона приняла решение завершить спортивную карьеру.
Помимо занятий спортом серьёзно занималась музыкой, окончила Гилдхоллскую школу музыки и театра, где играла на контрабасе.